# Petra regalada
Petra Regalada es una obra de teatro escrita por Antonio Gala y estrenada en el Teatro Príncipe de Madrid el 15 de febrero de 1980.

## Argumento
Obra alegórica, en la que, en un pequeño pueblo de la España rural, la prostituta Petra, que ejerce su actividad bajo los auspicios de Camila, se rebela contra su situación, junto al liberal Mario, enfrentándose a las fuerzas vivas del lugar. Sin embargo, Mario termina siendo asesinado por el discapacitado mental Tadeo.

## Estreno
- Dirección: Manuel Collado. Intérpretes: Julia Gutiérrez Caba (Petra), Ismael Merlo, Aurora Redondo (Camila), Javier Loyola, Carlos Canut, Juan Diego.